# Вотское (Лебяжский район)
Вотское — село в Михеевском сельском поселении Лебяжского района Кировской области России.
Расстояние до центра района (пгт. Лебяжье) 31 км, дата основания — 1873 год.
Расположено на ровной местности, недалеко от р. Байсы, которая через 3 км впадает в р. Вятка.
Первое упоминание о селе Вотском относится к 1873 г. Согласно легенде первыми поселились удмурты (устар. рус. «вотяки»). Селом стало по указу Синода от 10 января 1895 года.
В 1900 году поставлена деревянная Вознесенская церковь, привезенная из с. Ветошкино Лебяжского района, приход которой состоял из 8 селений (православные русские 2319 человек, старообрядцы 474 человек). Также в селе находилось земское училище, в котором обучалось до 100 учеников. На начало 20 века основные занятия жителей села Вотское были хлебопашество и бурлачество.

## Население
| 2010 |
| ---- |
| 191  |